# 伴伝兵衛 (2代)
伴伝兵衛 (2代)（ばん でんべえ (にだい)、生没年不明）は、江戸時代初期、いち早く江戸日本橋に進出した近江商人の2代目。屋号は江戸で『近江屋』、八幡で『扇屋』と言った。

## 略歴
伴伝兵衛家は、大伴氏の後裔で、近江国甲賀郡（後の伴谷村、現滋賀県甲賀市水口町）の郷士より、織田信長に従い天正10年（1582年）本能寺の変において討死にした伴太郎左衛門尉資家を遠祖とし、一子資規が武士を捨て商人になったと伝わる。初代伝兵衛は近江の八幡城下出身で、麻織物、蚊帳、畳表などの行商から身を立て、江戸開府後いち早く日本橋に出店（屋号『近江屋』・『扇屋』）し、多くの大名家を顧客にしていたとされる。
2代目伴伝兵衛は江戸初期明暦年間（1655年-1657年）に江戸日本橋『近江屋』の主人であったことが知られている。ある年の大晦日伝兵衛が年末の挨拶に筑前梁川藩邸を訪れた時、暇を持て余していた藩主立花左近将監は、伝兵衛訪問を聞き早速囲碁に誘った。左近将監も伝兵衛も大変な囲碁好きで、身分を越え囲碁の好敵手であった。早速二人は盤を囲み囲碁を始め、夕から夜へと時間が進み、商家主人として正月の準備をしなければならない伝兵衛は、「そろそろ暇を」と左近将監に声を掛けたが、その度に「今少し」と言われ、囲碁好きな伝兵衛もそう言われるとついつい盤を囲み続けてしまった。勝ち負けを続け深夜となり伝兵衛は流石に「松飾など、正月準備をせねばならず、これにて失礼させてください」と言ったところ、「ならば松飾は必ず立派に作らせるほどに、今宵は緩々と」と左近将監言われ、命ざれるままに勝敗を重ね、ついに鶏の声が聞こえる頃、漸く勝負も就きはじめ囲碁はお開きとなった。
翌朝、店の前に帰り着くとそこには、その頃の江戸の商家には絶えて見なかったほどの立派な松飾が立てられていた。伝兵衛が家人に尋ねると立花候の家来が7人8人来て立派な飾りを立てていったとのことであった。年明けに、これは商売繁盛の吉兆と伝兵衛が喜んだところ、江戸中に近江屋の松飾が評判となり、大いに店の名を高めた。これより毎年、立花候の家来により松飾が立てられるのが恒例となり、幕末慶応年間（1865年-1868年）迄続いたと伝えられる。
伴伝兵衛の『近江屋』は日本橋商家繁盛の始めとも言われ、伴家の繁栄はその後も続き、八幡3大商人（西川甚五郎・森五郎兵衛と伴伝兵衛家又は西川庄六家）の一つにも数えられる。